# Ozarba fuscescens
Ozarba fuscescens är en fjärilsart som beskrevs av Hans Rebel 1948. Ozarba fuscescens ingår i släktet Ozarba och familjen nattflyn. Inga underarter finns listade i Catalogue of Life.